# Курбатов, Александр Иванович
Алекса́ндр Ива́нович Курба́тов (настоящая фамилия — Демин; род. 9 августа 1967, Оренбург) — русский поэт, слэмер, москвовед, педагог.

## Биография
Родился в Оренбурге, с пяти лет жил в городе Набережные Челны, куда родители поехали строить завод КамАЗ. С 1982 года живёт в Москве, учился в физико-математической школе-интернате № 18 при МГУ им. Ломоносова. Окончил механико-математический факультет МГУ. Преподаёт математику студентам и школьникам.
Был участником арт-объединения «ОсумБез» («Товарищество Мастеров Искусств Осумасшедшевшие Безумцы»). Литературным творчеством систематически занялся в 2001 году, выпустил четыре книги в самиздате. Организовывал поэтические акции «Чтение самолётам», «Поэтические кабинки», «Поэзия и трезвость» и др. Один из главных героев документального фильма Марии Сапрыкиной «Поэты, которых принимают всерьёз» (2012). Победитель Московского поэтического слэма (2010, 2016, 2017), Всероссийского поэтического слэма в Красноярске (2017), участник Всемирного поэтического слэма в Париже (2018). Лауреат Григорьевской поэтической премии 2017 года. Публиковался в электронном журнале Литерратура.
Автор и организатор многолетнего цикла путешествий (мини-экспедиций) по наименее известным территориям Москвы — как правило, с участием в том числе других известных писателей и поэтов. На материале «экспедиций» А. Курбатова, в сравнении с аналогичным проектом в Тюмени, на 3-й Международной конференции по геопоэтике сделан доклад «„Нечто эдакое, чего другим чем-то не заменить“: эмоциональная география коллективных прогулок (на материале Москвы и Тюмени, 2007-2018 гг.)». Автор исследования — кандидат исторических наук, старший научный сотрудник лаборатории исторической географии и регионалистики Тюменского государственного университета Федор Корандей. Финальной частью программы конференции стал «практикум по геопоэтике» — образцовая мини-экспедиция по «дистопиям» Москвы под кураторством Александра Курбатова.

## Книги
- «Про Шуру Руденко…». Проза. СПб: Красный матрос, 2010. ISBN 5-7187-0467-8, 9785718704679
- «Случай в Морзине». Поэтический сборник. М: Издательство Виктора Гоппе, 2018

## Отзывы о творчестве
- «Александр Курбатов — автор, удивительный образом сочетающий невероятное чувство юмора и глубоко трагическое мироощущение. А ещё он выработал совершенно ни на что не похожую манеру исполнения собственных стихов, что принесло Александру участие в суперфинале мирового чемпионата по поэтическому слэму в Париже» (Дмитрий Данилов)
- «Саша Курбатов — человек гениальный». «Песня „Про собачику“ — для меня из главных событий прошлого года» (Игорь Лёвшин)
- «У Курбатова ход времени чрезвычайно важен: его книга — это книга именно о времени: о людях во времени: об их течении и изменениях. Изложено всё… в форме коротеньких вспышек-историй, сгруппированных по персонажам. Так что не бойтесь, это не „Детство — Отрочество — Юность“ Толстого Л. Н.» (Мирослав Немиров, из рецензии на книгу «Про Шуру Руденко…»)
- «Если бы я выбирал тотем-хранитель современной русской культуры, то вполне вероятно, остановился бы именно на „Собачике“ Курбатова» (Андрей Поляков)
- «Александр Курбатов — яркий московский поэт, придумавший для своих баллад запоминающиеся мелодические перформансы. Лирический герой его встречается с неизвестным или ужасным, но присущая герою доброта часто выручает героя. Слэм стал знаковой площадкой для Александра Курбатова, он победил в Москве — не сразу, но победил. Победил на всероссийском слэме в Красноярске. Ездил на Всемирный слэм в Париж. Курбатов уникальный современный поэт, его творчество — синтез поэзии, шансона, театрального перформанса. Его звезда уже на золотой аллее Московского слэма.» (Андрей Родионов)
- «Александр Курбатов… лакомый объект исследования именно для новой антропологии: горячего переднего края внезапно обновляющейся в последние годы полисистемы знаний о человеке. И прежде всего должны изучать его и его внелитературную деятельность такие инновационные разделы антропологии, как геопоэтика, теория путешествий, зоософия.» (Игорь Сид)
- «Саша Курбатов, своим парадоксальным творчеством, близкой к гротеску ОБЭРИУтов, будучи посвященным „ордена“ Николая Лобачевского и Григория Перельмана, из чувства глубокого сострадания пытается нам, его коллегам по поэтическому цеху, что-то сказать, передать, донести с языка цифр на понятном нам языке образов, какие-то важные знания поэтики и апофатики божественной Истины, доступной, вероятно, лишь математикам.» (Амарсана Улзытуев)